# Dirichlet-L-functie
In de wiskunde is een dirichlet-L-reeks een functie van de vorm
{\displaystyle L(s,\chi )=\sum _{n=1}^{\infty }{\frac {\chi (n)}{n^{s}}}}
Hier is {\displaystyle \chi } een dirichlet-karakter en {\displaystyle s} een complexe variabele met een reëel deel groter dan 1. Door analytische voortzetting kan deze functie worden uitgebreid tot een meromorfe functie op het gehele complexe vlak. De zo ontstane dirichlet-L-functie wordt aangegeven door {\displaystyle L(s,\chi )}.
Deze functies zijn genoemd naar Johann Dirichlet, die de dirichlet-L-functie in 1837 introduceerde om de ook zijn naam dragende stelling over priemgetallen in rekenkundige rijen te bewijzen. In het verloop van dit bewijs laat Dirichlet zien dat {\displaystyle L(s,\chi )} ongelijk aan nul is voor {\displaystyle s=1}. Als {\displaystyle \chi } principaal is, d.w.z. de enige waarden op de gehele getallen zijn 0 en 1, heeft de overeenkomstige dirichlet-L-functie een enkelvoudige pool in {\displaystyle s=1}.

## Nulpunten van de dirichlet-L-functies
Als {\displaystyle \chi } een primitief karakter is met {\displaystyle \chi (-1)=1}, liggen de enige nulpunten van {\displaystyle L(s,\chi )} met {\displaystyle \mathrm {Re} (s)<0} in de negatieve even gehele getallen.
Als {\displaystyle \chi } een primitief karakter is met {\displaystyle \chi (-1)=-1}, liggen de enige nulpunten van {\displaystyle L(s,\chi )} met {\displaystyle \mathrm {Re} (s)<0} in de negatieve oneven gehele getallen.
Net als voor de riemann-zèta-functies bestaan er voor dirichlet-L-functies op siegel-nulpunten na, nulpuntvrije gebieden inclusief en voorbij de lijn {\displaystyle \mathrm {Re} (s)=1}; bijvoorbeeld daar waar {\displaystyle \chi } een niet-reëel karakter van modulus {\displaystyle q} heeft, geldt dat
{\displaystyle \beta <1-{\frac {c}{(2+|\gamma |)\log q}}}
waarin {\displaystyle \beta +i\gamma } een niet-reëel nulpunt is. Dat maakt dat er een siegel-nulpunt zou kunnen bestaan.
Net zoals men van de riemann-zèta-functie aan de riemann-hypothese voldoet, zo wordt vermoed dat de dirichlet-L-functies aan de gegeneraliseerde riemann-hypothese voldoen.

## Euler-product
Aangezien een dirichlet-karakter {\displaystyle \chi } volledig multiplicatief is, kan haar L-functie ook worden geschreven als een euler-product in het halfvlak van absolute convergentie:
{\displaystyle L(s,\chi )=\prod _{p}(1-\chi (p)p^{-s})^{-1}{\text{ voor }}\mathrm {Re} (s)>1},
waarin het product over alle priemgetallen is.

## Functionaalvergelijking
Stel dat {\displaystyle \chi } een primitief karakter is met betrekking tot de modulus {\displaystyle k}. Onder de definitie
{\displaystyle \Lambda (s,\chi )=\left({\frac {\pi }{k}}\right)^{-(s+a)/2}\Gamma \left({\frac {s+a}{2}}\right)L(s,\chi )},
waarin {\displaystyle \Gamma } de gammafunctie aangeeft en het symbool {\displaystyle a} wordt gegeven door
{\displaystyle a={\begin{cases}0;&{\mbox{if }}\chi (-1)=1,\\1;&{\mbox{if }}\chi (-1)=-1,\end{cases}}}
heeft men dan de functionaalvergelijking
{\displaystyle \Lambda (1-s,{\overline {\chi }})={\frac {i^{a}k^{1/2}}{\tau (\chi )}}\Lambda (s,\chi )}
Hier schrijven wij {\displaystyle \tau (\chi )} voor de Gauss-som
{\displaystyle \sum _{n=1}^{k}\chi (n)\exp(2\pi in/k)}
Merk op dat {\displaystyle |\tau (\chi )|=k^{2}}.

## Relatie met de Hurwitz-zèta-functie
De dirichlet-L-functies kunnen worden geschreven als een lineaire combinatie van de hurwitz-zèta-functie op rationale waarden. Na vastzetten van een geheel getal {\displaystyle k\geq 1}, zijn de dirichlet-L-functies voor karakter modulo {\displaystyle k} lineaire combinaties, met constante coëfficiënten, van de {\displaystyle \zeta (s,q)}, waarin {\displaystyle q=m/k} en {\displaystyle m=1,2,\ldots ,k}. Dit betekent dat de hurwitz-zèta-functie voor rationele {\displaystyle q} analytische eigenschappen heeft, die nauw verwant zijn aan de dirichlet-L-functies. Laat χ specifiek een karakter modulo {\displaystyle k} zijn. Dan kunnen we haar dirichlet-L-functie schrijven als
{\displaystyle L(s,\chi )=\sum _{n=1}^{\infty }{\frac {\chi (n)}{n^{s}}}={\frac {1}{k^{s}}}\sum _{m=1}^{k}\chi (m)\;\zeta \left(s,{\frac {m}{k}}\right)}
In het bijzonder levert de dirichlet-L-functie van het triviale karakter, wat impliceert dat de modulus {\displaystyle k} priem is, de riemann-zèta-functie op:
{\displaystyle \zeta (s)={\frac {1}{k^{s}}}\sum _{m=1}^{k}\zeta \left(s,{\frac {m}{k}}\right)}